# جانی اپلسید
جان چپمن (انگلیسی: John Chapman؛ ۲۶ سپتامبر ۱۷۷۴ – ۱۸ مارس ۱۸۴۵) که به جانی اپلسید (Johnny Appleseed) مشهور است، پرورندهٔ گیاه آمریکایی بود که درختان سیب را به بخش‌های وسیعی از پنسیلوانیا، اوهایو، ایندیانا، ایلینوی و انتاریو و نیز بخش‌های شمالی ویرجینیای غربی کنونی معرفی کرد. او به‌سبب شیوه‌های مهربان و سخاوتمندانه‌اش، توانایی رهبری از جنبش حفاظت و اهمیت نمادینی که به سیب می‌داد، در حالی که هنوز زنده بود به اسطوره‌ای آمریکایی تبدیل گشت. او علاوه بر این، مبلغ مذهبی کلیسای جدید و الهام‌بخش بسیاری از موزه‌ها و مکان‌های تاریخی مانند موزهٔ جانی اپلسید در وربانا، اوهایو بود.
اپلسید در سال ۱۷۷۴ در لئومینستر، ماساچوست متولد شد. در مورد اوایل زندگی او اطلاعات کمی وجود دارد. مادرش در جوانی درگذشت و پدرش در جنگ انقلاب آمریکا شرکت داشت. او اولین نهالستان درخت سیب خود را حدود سال ۱۷۹۸ در پنسیلوانیا کاشت و سپس از اوهایو به غرب رفت. او در حین نقل مکان سیب می‌کاشت. در طول زندگی او، گزارش‌هایی از فعالیت‌هایش منتشر شد. بیشتر گزارش‌ها بر مهارت‌هایش در طبیعت و استقامت بدنی او متمرکز بود. او به خاطر لباس‌های کهنه‌اش نیز شهرت داشت و تا آخر عمر با خود کیسه‌ای از دانهٔ سیب به همراه داشت.